# Melasina diallactis
Melasina diallactis är en fjärilsart som beskrevs av Edward Meyrick 1934. Melasina diallactis ingår i släktet Melasina och familjen säckspinnare. Inga underarter finns listade i Catalogue of Life.